# Denis Durnian
Denis Durnian (nascido em 30 de junho de 1950) é um jogador profissional inglês de golfe. Profissionalizou-se em 1969 e já ganhou três torneios do circuito europeu seniores da PGA.